# Law Teik Hock

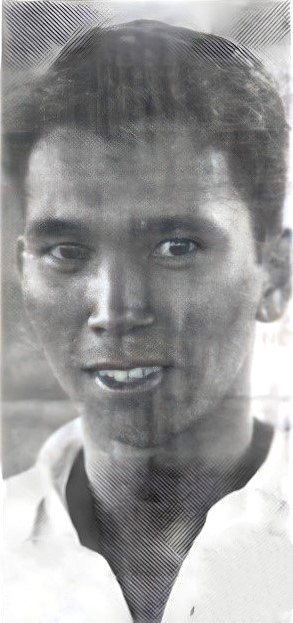
Law Teik Hock (1948)

Law Teik Hock (* 4. Juli 1922; † 15. Juli 2010) war ein malaysischer Badmintonspieler. Er starb am 15. Juli 2010 in seiner Residenz in Taman Nirwana, Jalan Anson, George Town.

## Karriere
Law Teik Hock gewann mit dem malaysischen Team die Erstauflage der Weltmeisterschaft für Männermannschaften, den Thomas Cup, in der Saison 1948/49. Zum Finale begab er sich mit seinen sieben Mannschaftskameraden Chan Kon Leong, Yeoh Teck Chye, Teoh Seng Khoon, Ooi Teik Hock, Wong Peng Soon, Lim Kee Fong, Ong Poh Lim und dem nichtspielenden Kapitän Lim Chuan Geok im Dezember 1948 auf eine 25-tägige Schiffsreise ins Vereinigte Königreich, wo die Malayen erstmals mit einem europäischen Winter konfrontiert wurden. Im Finale gegen Dänemark ersetzte Law Teik Hock den an der Schulter verletzten Wong Peng Soon. Hock gewann dabei ein Einzel gegen Jørn Skaarup überraschend deutlich mit 15:5 und 15:0 und verlor ein weiteres gegen Mogens Felsby ebenso klar mit 11:15 und 1:15. Im Halbfinale gegen die USA war Hock nur einmal eingesetzt worden und verlor sein Einzel gegen Carl Loveday mit 12:15 und 5:15.
Zuvor gelang Law Teik Hock gemeinsam mit Choong Ewe Beng am 20. September 1948 bereits ein historischer Sieg bei den Penang Open. Im Finale dieses Turniers bezwangen sie Ooi Teik Hock und Tan Kin Hong mit 15:8 und 15:11, was die erste Niederlage für den Finalgegner seit über sieben Jahren bedeutete.
1952 schaffte es Law Teik Hock nicht mehr, sich in den nationalen Trials für das malaysische Thomas-Cup-Team zu qualifizieren, siegte jedoch erstmals bei den Malaysia Open.